# 리수자
리수자(李樹佳, 이수가, 1940년 1월 13일 ~ )는 중화인민공화국 홍콩 특별행정구의 연극배우, 영화배우, 텔레비전 연기자이다.

## 생애
홍콩 여성 영화배우 리샹친(李香琴)의 남동생이기도 한 그는 1959년 연극배우로 첫 데뷔하였고 1976년 홍콩 영화 《니계득기(你係得既)》의 단역으로 영화배우 데뷔하였으며 1983년부터는 텔레비전 드라마에도 출연하기 시작하였고 1987년 홍콩 영화 《일가(1哥)》로 영화 조감독 데뷔하였다.